# Rock 'n' Roll High School (single)
Rock 'n' Roll High School is een nummer van de Ramones uit 1979, afkomstig van de soundtrack van de gelijknamige film Rock 'n' Roll High School. Behalve Blitzkrieg Bop is het de enige hit van de Ramones in Nederland en België. Op 1 juni 1979 werd het nummer op single uitgebracht. Later dat jaar werd het nummer opnieuw opgenomen voor het album End of the Century met Phil Spector als producer. Deze versie van het nummer werd in 1980 opnieuw als single uitgebracht en deze versie haalde in Nederland en België de hitparades.

## Achtergrond
De plaat is een typisch punknummer: kort, hard en zonder franje. De plaat start met een klassieke schoolbel en eindigt met de knal van een atoombom. Ook de tekst is typisch voor vroege niet gepolitiseerde punksongs met frases als "I just wanna have some kicks, I just wanna get some chicks".
De plaat werd een radiohit in het Verenigd Koninkrijk, Australië en het Nederlandse taalgebied. 
In Nederland was de plaat op vrijdagavond 8 februari 1980 Veronica Alarmschijf in haar uur zendtijd op Hilversum 3 en werd een radiohit in de destijds drie hitlijsten op de nationale publieke popzender. De plaat bereikte de 8e positie in zowel de Nederlandse Top 40 als de TROS Top 50 en de 5e positie in de Nationale Hitparade. In de Europese hitlijst op Hilversum 3, de TROS Europarade, werd géén notering behaald. 
In België bereikte de plaat de 7e positie in zowel de Vlaamse Ultratop 50 als de Vlaamse Radio 2 Top 30.

## Hitnoteringen

### Nederlandse Top 40
| Hitnotering: 16-02-1980 t/m 19-04-1980 | Hitnotering: 16-02-1980 t/m 19-04-1980 | Hitnotering: 16-02-1980 t/m 19-04-1980 | Hitnotering: 16-02-1980 t/m 19-04-1980 | Hitnotering: 16-02-1980 t/m 19-04-1980 | Hitnotering: 16-02-1980 t/m 19-04-1980 | Hitnotering: 16-02-1980 t/m 19-04-1980 | Hitnotering: 16-02-1980 t/m 19-04-1980 | Hitnotering: 16-02-1980 t/m 19-04-1980 | Hitnotering: 16-02-1980 t/m 19-04-1980 | Hitnotering: 16-02-1980 t/m 19-04-1980 | Hitnotering: 16-02-1980 t/m 19-04-1980 |
| Week:                                  | 1                                      | 2                                      | 3                                      | 4                                      | 5                                      | 6                                      | 7                                      | 8                                      | 9                                      | 10                                     |                                        |
| -------------------------------------- | -------------------------------------- | -------------------------------------- | -------------------------------------- | -------------------------------------- | -------------------------------------- | -------------------------------------- | -------------------------------------- | -------------------------------------- | -------------------------------------- | -------------------------------------- | -------------------------------------- |
| Positie:                               | 37                                     | 25                                     | 16                                     | 9                                      | 9                                      | 8                                      | 9                                      | 12                                     | 17                                     | 38                                     | uit                                    |

### Nationale Hitparade
| Hitnotering: 01-03-1980 t/m 10-05-1980 | Hitnotering: 01-03-1980 t/m 10-05-1980 | Hitnotering: 01-03-1980 t/m 10-05-1980 | Hitnotering: 01-03-1980 t/m 10-05-1980 | Hitnotering: 01-03-1980 t/m 10-05-1980 | Hitnotering: 01-03-1980 t/m 10-05-1980 | Hitnotering: 01-03-1980 t/m 10-05-1980 | Hitnotering: 01-03-1980 t/m 10-05-1980 | Hitnotering: 01-03-1980 t/m 10-05-1980 | Hitnotering: 01-03-1980 t/m 10-05-1980 | Hitnotering: 01-03-1980 t/m 10-05-1980 | Hitnotering: 01-03-1980 t/m 10-05-1980 | Hitnotering: 01-03-1980 t/m 10-05-1980 |
| Week:                                  | 1                                      | 2                                      | 3                                      | 4                                      | 5                                      | 6                                      | 7                                      | 8                                      | 9                                      | 10                                     | 11                                     |                                        |
| -------------------------------------- | -------------------------------------- | -------------------------------------- | -------------------------------------- | -------------------------------------- | -------------------------------------- | -------------------------------------- | -------------------------------------- | -------------------------------------- | -------------------------------------- | -------------------------------------- | -------------------------------------- | -------------------------------------- |
| Positie:                               | 16                                     | 8                                      | 5                                      | 5                                      | 6                                      | 7                                      | 12                                     | 15                                     | 20                                     | 21                                     | 50                                     | uit                                    |

### TROS Top 50
Hitnotering: 14-02-1980 t/m 22-04-1980. Hoogste notering: #8 (1 week).

### NPO Radio 2 Top 2000
| Nummer met noteringen in de NPO Radio 2 Top 2000 | '00 | '01 | '02 | '03 | '04 | '05  | '06  | '07  | '08 | '09  | '10  | '11  | '12 | '13 | '14 | '15  | '16  | '17  |
| ------------------------------------------------ | --- | --- | --- | --- | --- | ---- | ---- | ---- | --- | ---- | ---- | ---- | --- | --- | --- | ---- | ---- | ---- |
| Rock 'n' Roll High School                        | 762 | 993 | 959 | 843 | 639 | 1070 | 1212 | 1102 | 971 | 1189 | 1319 | 1321 | 879 | 993 | 914 | 1307 | 1702 | 1933 |

1. ↑  Een vetgedrukt getal geeft de hoogste notering aan.
2. ↑  2000 was het eerste jaar met een notering voor dit nummer.
3. ↑  Deze tabel is bijgewerkt tot en met de laatste editie (2024).